# Курганы Айшырака
Курганы Айшырака — группа памятников в Центральном Казахстане. Относятся к периоду конца андроновской — начала бегазы-дандыбаевской культуры (14—12 вв. до н. э.). Находятся на левом берегу реки Атасу, к востоку от аула Атасу Жанааркинского района Улытауской области. Исследовались Центрально-Казахстанской археологической экспедицией в 1952 г. (руководитель А. Х. Маргулан); в 1992 г. (руководитель Ж. Курманкулов). Курганы Айшырака состоят из 102 гранитных ограждений и 9 курганов. В юго-восточной части комплекса находится несколько ограждений из крупных белых камней, где совершались жертвоприношения и религиозные обряды. Количество камней составляет нечетное число — 7, 9, 11. В курганах раскопано 13 могил. Две из них относятся к последнему периоду эпохи бронзы. Трупоположение на левом или правом, боку, головой на запад или на восток. У изголовья ставились кувшины, украшенные геометрическими рисунками. В одном ограждении находятся от 2 до 10 могил членов семьи. Глава — в центральной могиле. На могилах совершались обряды избавления от злых духов с помощью огня. Найдены наконечники бронз, стрел, фрагменты глиняной посуды с узорами, украшения из меди, камня и др. материалов, заколки для волос, медные браслеты и др.